# Richard Barthelmess
Richard Semler Barthelmess (New York, Missouri, 9 mei 1895 - Southampton, New York, 17 augustus 1963) was een Amerikaans filmacteur. Hij was genomineerde bij de eerste uitreiking van een Oscar voor Beste Acteur bij de Academy Awards in 1928.

## Trivia
- Barthelmess is een van de oprichters van de Academy of Motion Picture Arts and Sciences
- Hij heeft een ster op de Hollywood Walk of Fame

## Gedeeltelijke filmografie
- Gloria's Romance (1916)
- War Brides (1916)
- Snow White (1916) (1916)
- Just a Song at Twilight (1916)
- The Moral Code (1917)
- The Eternal Sin (1917)
- The Valentine Girl (1917)
- The Soul of a Magdalen (1917)
- The Streets of Illusion (1917)
- Camille (1917) (1917)
- Bab's Diary (1917)
- Bab's Burglar (1917)
- Nearly Married (1917)
- For Valour (1917)
- The Seven Swans (1917)
- Sunshine Nan (1918)
- Rich Man, Poor Man (1918)
- Hit-the-Trail Holliday (1918)
- Wild Primrose (1918)
- The Hope Chest (1918)
- Boots (1918)
- The Girl Who Stayed at Home (1919)
- Three Men and a Girl (1919)
- Peppy Polly (1919)
- Broken Blossoms (1919)
- I'll Get Him Yet (1919)
- Scarlet Days (1919)
- The Idol Dancer (1920)
- The Love Flower (1920)
- Way Down East (1920)
- Experience (1921)
- Tol'able David (1921)
- The Seventh Day (1922)
- Sonny (1922)
- The Bond Boy (1922)
- Fury (1923)
- The Bright Shawl (1923)
- The Fighting Blade (1923)
- Twenty-One (1923)
- The Enchanted Cottage (1924)
- Classmates (1924)
- New Toys (1925)
- Soul-Fire (1925)
- Shore Leave (1925)
- The Beautiful City (1925)
- Just Suppose (1926)
- Ranson's Folly (1926)
- The Amateur Gentleman (1926)
- The White Black Sheep (1926)
- The Patent Leather Kid (1927)
- The Drop Kick (1927)
- The Noose (1928)
- The Little Shepherd of Kingdom Come (1928)
- Wheel of Chance (1928)
- Out of the Ruins (1928)
- Scarlet Seas (1928)
- Weary River (1929)
- Drag (1929)
- Young Nowheres (1929)
- The Show of Shows (1929)
- Son of the Gods (1930)
- The Dawn Patrol (1930)
- The Lash (1930)
- The Finger Points (1931)
- The Last Flight (1931)
- Alias the Doctor (1932)
- The Cabin in the Cotton (1932)
- Central Airport (1933)
- Heroes for Sale (1933)
- Massacre (1934)
- A Modern Hero (1934)
- Midnight Alibi (1934)
- Four Hours to Kill! (1935)
- Spy of Napoleon (1936)
- Only Angels Have Wings (1939)
- The Man Who Talked Too Much (1940)
- The Spoilers (1942)
- The Mayor of 44th Street (1942)

Korte films:
- Camille (1926)
- The Stolen Jools (1931)
- How I Play Golf, by Bobby Jones No. 1: The Putter (1931)
- Starlit Days at the Lido (1935)
- Meet the Stars #5: Hollywood Meets the Navy (1941)

- Biblioteca Nacional de España: XX4778716
- Bibliothèque nationale de France: cb14659630j (data)
- Catàleg d'autoritats de noms i títols de Catalunya: 981058511546906706
- Gemeinsame Normdatei: 101942432X
- International Standard Name Identifier: 0000 0001 1616 3523
- Library of Congress Control Number: n86138431
- Nationale Bibliotheek van Tsjechië: xx0169561
- Nationale Bibliotheek van Israël: 987012384948505171
- SNAC: w68h0h4g
- Système universitaire de documentation: 055339654
- Virtual International Authority File: 32258625
- WorldCat: E39PBJdx6Tcqmq3hXTpbPFhmBP